# Emma Kullberg
Emma Nanny Charlotte Kullberg (Umeå, 25 settembre 1991) è una calciatrice svedese, difensore della Juventus e della nazionale svedese.

## Carriera

### Club
Kullberg si è trasferita al Kopparbergs/Göteborg nell'ottobre 2019, dopo una stagione con il KIF Örebro in cui aveva giocato in tutte le 22 partite della Damallsvenskan.
Il 1º gennaio 2022, viene ingaggiata a titolo definitivo dal Brighton & Hove, nella Women's Super League, con cui firma un contratto fino al 30 giugno 2023. L'11 febbraio 2024, dopo essere subentrata nel secondo tempo della partita di FA Cup contro il Wolverhampton, ha segnato i suoi primi gol per il Brighton, contribuendo con una tripletta alla vittoria finale per 4-1. Kullberg ha lasciato il club al termine della stagione 2023-2024, alla scadenza naturale del proprio contratto.
Il 31 luglio 2024, firma un contratto annuale con la Juventus, in Serie A, con opzione per il secondo anno.

### Nazionale
Kullberg viene convocata per la prima volta dalla Federcalcio svedese nel 2008, per giocare il 29 ottobre di quell'anno un incontro amichevole nella formazione Under-18 che affronta, perdendolo per 1-0, le pari età della Francia. Passata l'anno successivo alla Under-19, dopo aver disputato a marzo, in Spagna, il Torneo di La Manga di categoria, in aprile disputa il suo primo torneo ufficiale UEFA, le qualificazioni all'Europeo di Bielorussia 2009, festeggiando con le compagne l'ottava qualificazione, comprese le edizioni riservate alle Under-18, alla fase finale. Confermata dal tecnico Calle Barrling, scende in campo in quattro delle cinque partite giocate dalla Svezia, compresa la finale del 25 luglio che, con la vittoria dell'Inghilterra per 2-0 vede sfumare l'opportunità di bissare la conquista del titolo continentale dopo quello casalingo del 1999. La prestazione garantisce comunque per la Svezia l'accesso al Mondiale di Germania 2010 con una formazione Under-20.

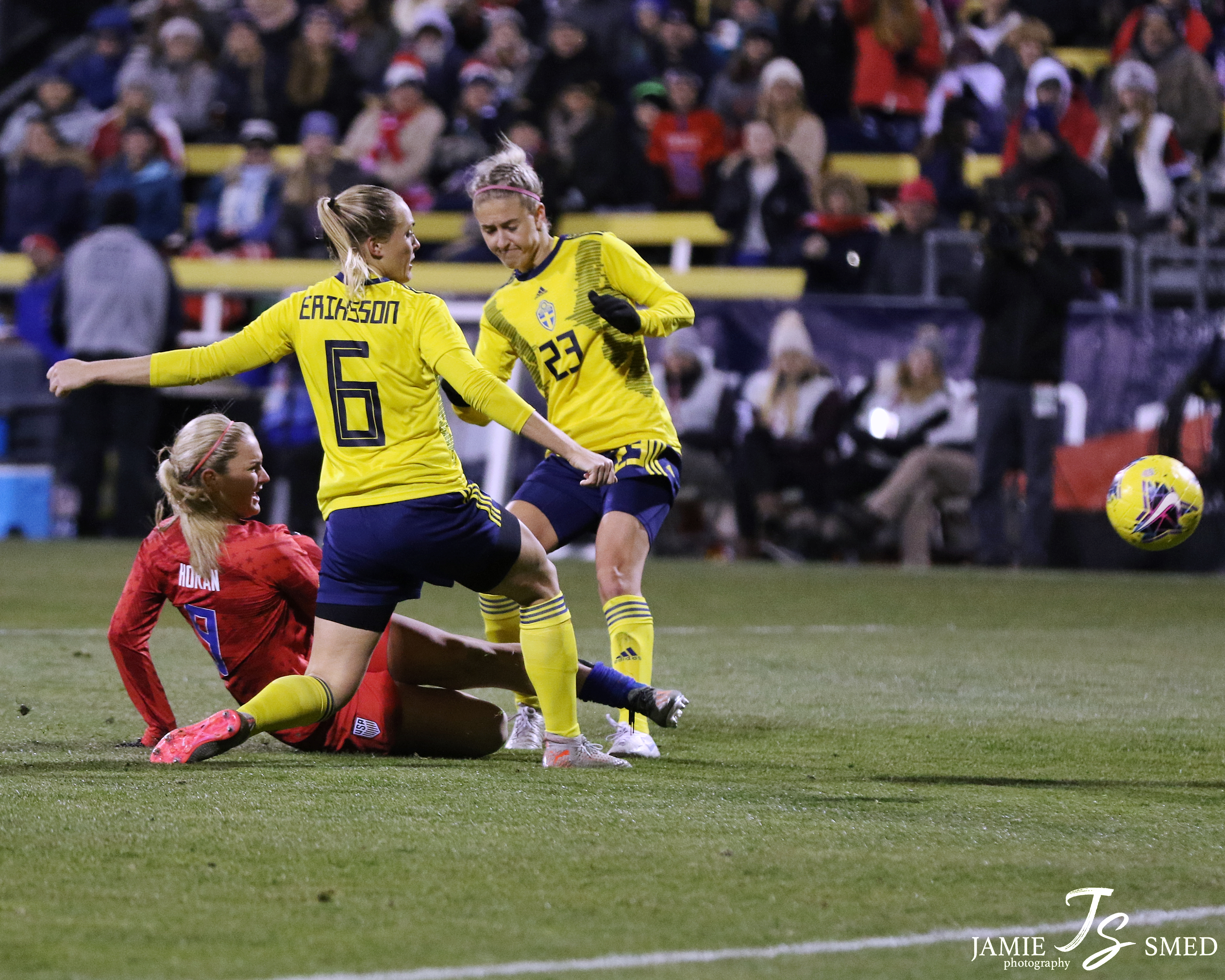
Lindsey Horan (in maglia rossa), Magdalena Eriksson (6, di spalle)
e Kullberg (23) al debutto di quest'ultima nell'incontro vs del 7 novembre 2019.

Oltre a qualche incontro amichevole precampionato, Kullberg viene impiegata in tutti i quattro incontri del Mondiale, i tre che, con due vittorie e un pareggio, consentono alla Svezia di chiudere al primo posto il gruppo B della fase a gironi, e l'incontro dei quarti di finale dove viene sconfitta dalla Colombia con il risultato di 2-0, eliminandola dal torneo. Chiamata nella Under-23 impegnata nell'edizione 2012 del Torneo di La Manga, dove matura una sola presenza, seguirà un lungo periodo senza alcuna convocazione con la maglia della Svezia.
Kullberg inizia a indossare la maglia della nazionale maggiore solo a carriera inoltrata, chiamata dal commissario tecnico Peter Gerhardsson in occasione dell'amichevole persa per 3-2 con gli Stati Uniti del 7 novembre 2019.
In seguito Gerhardsson la inserisce in rosa con la squadra che disputa l'Algarve Cup 2020, dove scende in campo in due dei tre incontri disputati dalla sua nazionale, che conclude il torneo con un deludente 7º posto, e nel corso delle qualificazioni, gruppo F, all'Europeo di Inghilterra 2022 senza tuttavia essere impiegata se non in amichevoli nel corso del 2021. Soddisfatto delle sue prestazioni il ct svedese decide di inserirla nella lista delle 18 titolari della squadra che affronta, nell'estate 2021, il torneo di calcio femminile delle Olimpiadi di Tokyo 2020.

## Palmarès

### Club
- Campionato svedese: 1

Kopparbergs/Göteborg: 2020
- Coppa di Svezia: 1

Häcken: 2020-2021
- Campionato italiano: 1

Juventus: 2024-2025
- Coppa Italia: 1

Juventus: 2024-2025

### Nazionale
- Algarve Cup: 2

2018 (condiviso con i Paesi Bassi), 2009
- Argento olimpico: 1

Tokyo 2020